# Olne
Olne (wa. Ône) – miejscowość i gmina (commune) w Belgii, w Regionie Walońskim, w prowincji Liège, w okręgu Verviers. 1 stycznia 2024 roku liczyła 4142 mieszkańców.

## Podział administracyjny
W skład gminy nie wchodzi żadna dzielnica (section).

## Współpraca
Miejscowości partnerskie:
- Candé-sur-Beuvron, Francja
- Les Montils, Francja